# Мёдово (Воронежская область)
Мёдово — село в Богучарском районе Воронежской области.
Входит в состав Мёдовского сельского поселения.

## Население
| 1859 | 1897  | 2000 | 2005 | 2010 |
| ---- | ----- | ---- | ---- | ---- |
| 808  | ↗1416 | ↘172 | ↘143 | ↗149 |

## Улицы
| - ул. Богучарская, - ул. Низовая, | - ул. Песчаная, - ул. Советская. |